# Cormot-Vauchignon
Cormot-Vauchignon község Franciaország Burgundia-Franche-Comté régiójában, Côte-d’Or megyében. Új községként 2017. január 1-jén jött létre Vauchignon és Cormot-le-Grand község egyesítésével. A korábbi községek egyesülésekor az új község lélekszáma 196 fő lett. Lakosainak száma 210 fő (2022. január 1.).

## Népesség
| Lakosok száma | 202  | 210  | 216  | 219  | 216  | 213  | 210  |
|               | 2015 | 2017 | 2018 | 2019 | 2020 | 2021 | 2022 |